# Tessmannia lescrauwaetii
Tessmannia lescrauwaetii är en ärtväxtart som först beskrevs av De Wild., och fick sitt nu gällande namn av Hermann August Theodor Harms. Tessmannia lescrauwaetii ingår i släktet Tessmannia och familjen ärtväxter. Inga underarter finns listade i Catalogue of Life.